# South Daytona
South Daytona é uma cidade localizada no estado americano da Flórida, no condado de Volusia. Foi incorporada em 1951.

## Geografia
De acordo com o United States Census Bureau, a cidade tem uma área de 13 km², onde 9,6 km² estão cobertos por terra e 3,4 km² por água.

### Localidades na vizinhança
O diagrama seguinte representa as localidades num raio de 16 km ao redor de South Daytona.

## Demografia
Segundo o censo nacional de 2010, a sua população é de 12 252 habitantes e sua densidade populacional é de 1 275,1 hab/km². Possui 6 606 residências, que resulta em uma densidade de 687,5 residências/km².